# Адамовщина (Вілейський район)
Адамовщина (біл. вёска Адзамаўшчіна) — село в складі Вілейського району Мінської області, Білорусь. Село підпорядковане Ольковицькій сільській раді, розташоване в північній частині області.

## Історія
У 1921–1945 роках застінок знаходилось у Польщі, у Вільнюській воєводстві, Вілейського повіту, гміні Довгиново.

## Населення
- 1931 рік - 23 люди, 4 будинки[1].